# Assan Touray
Assan Touray (* 10. Februar 1967) ist ein gambischer Politiker.

## Leben
| Parlamentswahl | Stimmen | Stimmanteil |
| -------------- | ------- | ----------- |
| 2017           | 4.883   | 72,30 %     |
| 2022           | 4.566   | 62,96 %     |

Assan Touray trat bei der Wahl zum Parlament 2017 als Kandidat der United Democratic Party (UDP) im Wahlkreis Bakau in der Kanifing Administrative Region an. Mit 72,30 % konnte er den Wahlkreis vor Kumba Barry (APRC) für sich gewinnen. Auch bei den folgenden Parlamentswahlen 2022 erreichte er als UDP-Kandidat erneut die meisten Stimmen im Wahlkreis und wurde Mitglied der 6. Gambischen Nationalversammlung.